# Вологда I
Вологда 1 (до 1926 года — Вологда-Город) — железнодорожная станция в Вологде. Расположена на 494 километре от Ярославского вокзала Москвы и 597 километре от Ладожского вокзала Санкт-Петербурга.
Также в Вологде есть грузовая железнодорожная станция Вологда 2, расположенная северо-западнее.

## История
Станция открыта 20 июня 1872 года в составе участка Данилов — Вологда 1.
В 1905 году вологодские железнодорожники присоединились к Всероссийской политической забастовке, избрали стачечный комитет и на время взяли узел под свой контроль. Движение поездов было прекращено по всем направлениям.
Считается, что здание вокзала было предположительно построено в 1907 году  по проекту петербургского архитектора В.А.Щуко и реконструировано в 1987—1988 годах, но скорее всего было построено при реконструкции линии около 1896 года. В 1918 году в нём находился штаб особой правительственной комиссии, Советской ревизии, возглавляемой М. С. Кедровым.
Вологда стала железнодорожным узлом в начале XX века.
Подземные грузовые и пешеходные тоннели были открыты в 1975 году.
4 пассажирских платформы станции Вологда 1 позволяют принимать пассажирские поезда на 5 путях. В 2010 году на месте демонтированного 17 пути построена новая низкая пассажирская платформа. Для доступа пассажиров на новую платформу достроен пешеходный мост.

## Описание
Комплекс вокзала включает в себя здание вокзала, отдельно стоящее здание багажного отделения, камер хранения, комнат отдыха пассажиров, пассажирский и грузовой тоннели, пешеходный мост.
Наиболее загруженным участком узла является участок Вологда 1 — Вологда 2. Для увеличения пропускной способности на этом участке в 2010 году начато строительство третьего главного пути. Также начата реконструкция северной горловины станции Вологда 1, что позволит увеличить пропускную способность транспортного узла со 125 до 240 пар поездов в сутки.

## Движение поездов

### Пригородное сообщение
Со станции Вологда отправляются пригородные поезда в Буй, Вожегу, Бабаево, Данилов и Череповец.

### Дальнее сообщение
По состоянию на декабрь 2023 года через станцию курсируют следующие поезда дальнего следования:
| № поезда                         | Маршрут движения                 | № поезда                         | Маршрут движения                 |
| Круглогодичное обращение поездов | Круглогодичное обращение поездов | Круглогодичное обращение поездов | Круглогодичное обращение поездов |
| -------------------------------- | -------------------------------- | -------------------------------- | -------------------------------- |
| 13 "Новокузнецк"                 | Новокузнецк — Санкт-Петербург    | 14 "Новокузнецк"                 | Санкт-Петербург — Новокузнецк    |
| 15                               | Архангельск — Москва             | 16                               | Москва — Архангельск             |
| 21 "Полярная стрела"             | Лабытнанги — Москва              | 22 "Полярная стрела"             | Москва — Лабытнанги              |
| 33 "Сыктывкар"                   | Сыктывкар — Москва               | 34 "Сыктывкар"                   | Москва — Сыктывкар               |
| 41 "Воркута"                     | Воркута — Москва                 | 42 "Воркута"                     | Москва — Воркута                 |
| 71 "Демидовский Экспресс"        | Екатеринбург — Санкт-Петербург   | 72 "Демидовский Экспресс"        | Санкт-Петербург — Екатеринбург   |
| 73                               | Тюмень — Санкт-Петербург         | 74                               | Санкт-Петербург — Тюмень         |
| 79                               | Архангельск — Адлер              | 80                               | Адлер — Архангельск              |
| 107                              | Вологда — Москва                 | 108                              | Москва — Вологда                 |
| 115 "Поморье"                    | Северодвинск — Москва            | 116 "Поморье"                    | Москва — Северодвинск            |
| 117 "Поморье"                    | Архангельск — Москва             | 118 "Поморье"                    | Москва — Архангельск             |
| 123                              | Киров — Санкт-Петербург          | 124                              | Санкт-Петербург — Киров          |
| 126/125 "Шексна"                 | Череповец — Москва               | 126/125 "Шексна"                 | Москва — Череповец               |
| 133                              | Архангельск — Минск              | 134                              | Минск — Архангельск              |
| 143                              | Мурманск — Смоленск              | 144                              | Смоленск — Мурманск              |
| 375                              | Воркута — Москва                 | 376                              | Москва — Воркута                 |
| 617 "Белые ночи"                 | Вологда — Санкт-Петербург        | 618 "Белые ночи"                 | Санкт-Петербург — Вологда        |
| Сезонное обращение поездов       |                                  |                                  |                                  |
| 187                              | Архангельск — Новороссийск       | 188                              | Новороссийск — Архангельск       |
| 191                              | Челябинск — Санкт-Петербург      | 192                              | Санкт-Петербург — Челябинск      |
| 209                              | Лабытнанги — Москва              | 210                              | Москва — Лабытнанги              |
| 221                              | Архангельск — Анапа              | 222                              | Анапа — Архангельск              |
| 233                              | Архангельск — Москва             | 234                              | Москва — Архангельск             |
| 257                              | Печора — Адлер                   | 258                              | Адлер — Печора                   |
| 261                              | Архангельск — Адлер              | 262                              | Адлер — Архангельск              |
| 267                              | Сосногорск — Новороссийск        | 268                              | Новороссийск — Сосногорск        |
| 282/281                          | Череповец — Адлер                | 282/281                          | Адлер — Череповец                |
| 284/283                          | Череповец — Анапа                | 284/283                          | Анапа — Череповец                |
| 287                              | Воркута — Белгород               | 288                              | Белгород — Воркута               |

## Фотогалерея

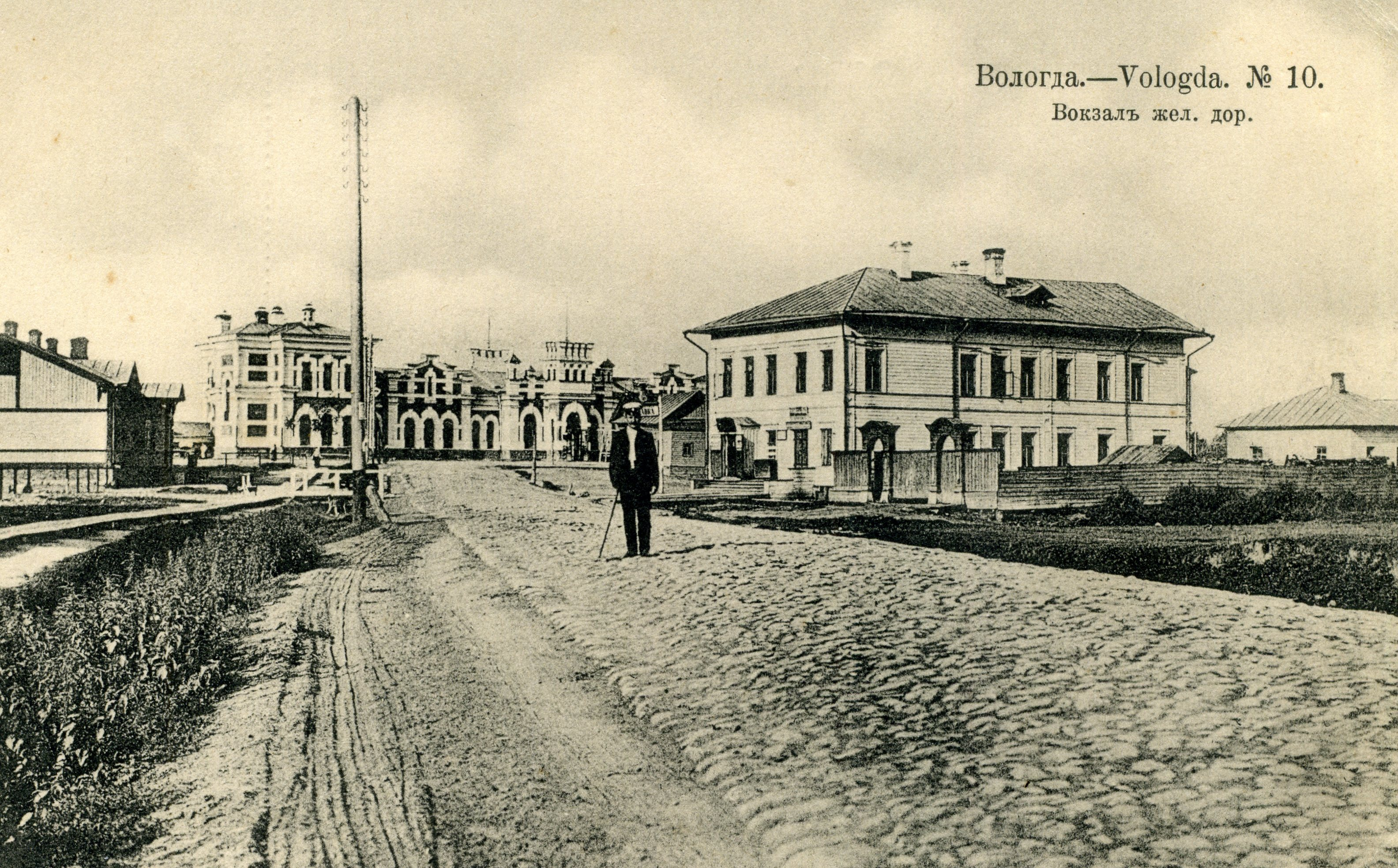
На дальнем плане здание железнодорожного вокзала
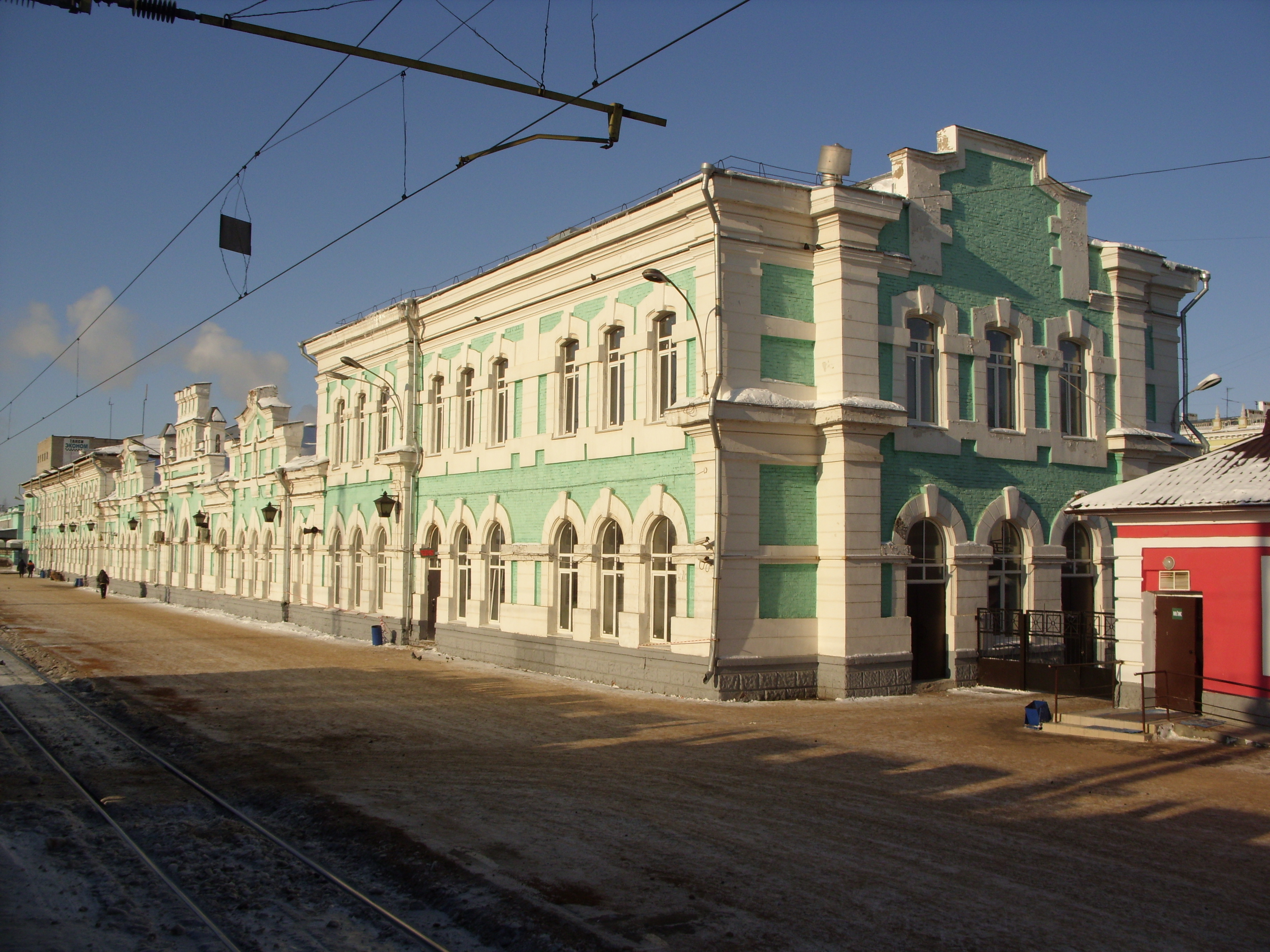
Здание вокзала станции Вологда 1